# The Amboy Dukes
The Amboy Dukes was een in 1964 geformeerde Amerikaanse rockband uit Detroit. Ze staan bekend om hun enige hitsingle Journey to the Center of the Mind. De naam van de band werd ontleend aan de fictieve straatbende Amboy Dukes, die werd genoemd in de gelijknamige roman van Irving Shulman naar een straat in Brooklyn. In het Verenigd Koninkrijk werden de platen van de band uitgebracht onder de naam The American Amboy Dukes, vanwege het bestaan van een Britse groep met dezelfde naam. De band onderging tijdens de actieve jaren een aantal personele wisselingen, met als enige constante de leadgitarist en componist Ted Nugent. De band werd de begeleidingsband van Nugent voordat hij de naam in 1975 stopzette.
De primaire genres van de Amboy Dukes waren psychedelische rock, acid rock en hardrock. De band wordt ook beschouwd als protopunk.

## Bezetting
- John Drake[7] (zang)
- Steve Farmer[8] (ritmegitaar)
- Ted Nugent (leadgitaar)
- Rusty Day[1] (zang, vanaf 1969)
- Andy Solomon[9] (keyboards, percussie)
- Bill White[10] (basgitaar)
- Bob Lehnert[11]
- Dave Palmer[12] (drums)

- Greg Arama[13] (basgitaar, percussie)
- Joe Vitale[14] (zang, drums)
- K.J. Knight[15]
- Rick Lober[16] (keyboards)
- Rob Grange[17] (zang, basgitaar)
- Rob Ruzga[18]
- Vic Mastrianni[19] (zang, drums, percussie)

## Geschiedenis
Ted Nugent, de kern van The Amboy Dukes, is geboren en getogen in Detroit en begon met optreden in 1958 op 10-jarige leeftijd. Hij speelde in de band The Royal High Boys van 1960 tot 1962 en later in de band The Lourds, waar hij voor het eerst de toekomstige Amboy Dukes zanger John Drake ontmoette. Nugent speelde met The Lourds totdat zijn familie verhuisde naar Illinois, waar hij in 1964 The Amboy Dukes in de omgeving van Chicago formeerde, spelend in The Cellar in de buitenwijk van Chicago, Arlington Heights. Ze verhuisden later naar de geboorteplaats Detroit van Nugent.
De vroege gitaarstijl van Nugent met zijn kenmerkende Gibson Byrdland hoog op zijn borst werd een iconische speelstijl die hem visueel onderscheidde van andere spelers. Hij combineerde dit met zijn natuurlijke virtuositeit en waanzinnige speelstijl op lead en voegde een sonische differentiatie toe aan zijn ongewone visuele benadering. Dit gaf hem een voorsprong als uitvoerend artiest. Nugents waardering voor zijn gitaar inspireerde hem tot het componeren van het nummer Flight of the Byrd, dat werd uitgebracht als single en als onderdeel van hun meest populaire album Journey to the Center of the Mind.
Het gelijknamige debuutalbum verscheen in 1967 bij Mainstream Records van Bob Shad. Het album Journey to the Center of the Mind (1968) was het meest succesvolle van de band. De gelijknamige single plaatste zich in de Amerikaanse hitlijst (#16). Album en single waren typische voorbeelden van de acid rock. De albumcover toonde vijftig verschillende instrumenten voor het roken van marihuana.
De daaropvolgende lp kon het succes niet evenaren. Na enkele albums onder de naam Ted Nugent & the Amboy Dukes werd de band midden jaren 1970 uiteindelijk ontbonden. Ted Nugent begon aan een solo-carrière.

### Latere gebeurtenissen
Nugent had een succesvolle solocarrière in de jaren 1970 en trad eind jaren 1980 toe tot de superband Damn Yankees. Sinds de jaren 2000 is Nugent (hoewel hij zijn rockcarrière voortzet) een prominente activist, zowel voor de jacht als voor conservatieve politiek.
Zanger Rusty Day voegde zich bij The Detroit Wheels en verving Mitch Ryder als leadzanger. Onder Day werd die band omgedoopt tot Detroit, die ontbond in 1974. Daarna keerde hij in 1976 terug naar zijn vorige band Cactus, waarmee hij tot 1979 speelde. Nadat hij aanbiedingen van AC/DC en Lynyrd Skynyrd had afgewezen na de dood van de respectievelijke zangers van die bands, werd Day neergeschoten in 1982.
Steve Farmer gaf later les in Redford Township in Michigan. Hij trad ook op met begeleidingsbands op verschillende podia in en rond Detroit.
Rick Lober is een klassiek geschoolde componist die vooral bekend is in het grotere metrogebied van Detroit vanwege zijn hectische stijl van keyboardspel. Sinds het begin van de jaren 1990 is hij de studio in en uitgegaan en verscheen hij als singer/songwriter op de Steve Farmer-cd Journey to the Darkside of the Mind (Saint Thomas Records, STP0069), voltooid in 2000. Hij werkt momenteel in de studio en treedt live op met de lokale rocklegende Jeffrey Faust uit Detroit en zijn band The Woodsman, die optreedt in heel Michigan en Canada.
In 2008 werden de Amboy Dukes opgenomen in de Michigan Rock and Roll Legends Hall of Fame. De oorspronkelijke Amboy Dukes (met Nugent, Drake, Farmer, Lober, Solomon en White) traden op 17 april 2009 op tijdens de Detroit Music Awards in The Fillmore in Detroit. Hun optreden begon met het nummer Baby Please Don't Go van hun debuutsingle uit 1967. Dit werd gevolgd door Journey to the Center of the Mind en eindigde met Mitch Ryders Jenny Take A Ride (met de oorspronkelijke Ryder-drummer Johnny 'Bee' Badanjek). Als erkenning voor de bijdrage van de band aan de geschiedenis van de rockmuziek, ontvingen ze een Distinguished Achievement Award. Toen de band het podium verliet, bedankte Nugent al zijn medebandleden.

## Overlijden
Zanger Rusty Day werd in 1982 neergeschoten. Bassist Greg Arama overleed op 18 september 1979 bij een motorongeluk. Steve Farmer overleed op 7 april 2020 op 71-jarige leeftijd. Leadzanger John Drake overleed op 29 augustus 2021 op 74-jarige leeftijd.

## Discografie

### Singles
- 1968: Baby Please Don't Go
- 1968: Journey to the Center of the Mind
- 1968: You Talk Sunshine, I Breathe Fire
- 1969: Good Natured Emma
- 1969: For His Namesake
- 1974: Sweet Revenge (met Ted Nugent)
- 1974: Free Flight (met Ted Nugent)

### Albums
- 1967: The Amboy Dukes
- 1968: Journey to the Center of the Mind
- 1969: Migration
- 1970: Marriage on the Rocks – Rock Bottom (feat. Ted Nugent)
- 1971: Survival of the Fittest – Live (feat. Ted Nugent)
- 1973: Call of the Wild (feat. Ted Nugent)
- 1974: Tooth, Fang & Claw (als Ted Nugent's Amboy Dukes)

### Compilaties
- 1969: The Best of the Original Amboy Dukes
- 1973: Journeys and Migrations
- 1974: Dr. Slingshot
- 1976: Ted Nugent and the Amboy Dukes (met Ted Nugent)
- 1983: Journeys (met Ted Nugent)
- 1987: The Ultimate Collection (met Ted Nugent)
- 1999: Loaded for Bear: The Best of Ted Nugent & the Amboy Dukes (met Ted Nugent)
- 2001: Amboy Dukes